# NGC 1191
NGC 1191 је елиптична галаксија у сазвежђу Еридан која се налази на NGC листи објеката дубоког неба.
Деклинација објекта је - 15° 41' 8" а ректасцензија 3h 3m 30,8s. Привидна величина (магнитуда) објекта NGC 1191 износи 14,3 а фотографска магнитуда 15,3. NGC 1191 је још познат и под ознакама MCG -3-8-64, HCG 22D, NPM1G -15.0164, PGC 11514.